# Tudor-Vladimirescu-Stadion
Das Tudor-Vladimirescu-Stadion (rumänisch Stadionul Tudor Vladimirescu) war ein Fußballstadion mit Leichtathletikanlage in der rumänischen Stadt Târgu Jiu. Es bot zum Schluss Platz für 9200 Zuschauer und diente dem Fußballverein Pandurii Târgu Jiu bis 2015 als Austragungsort der Heimspiele.

## Geschichte
Der Bau des Stadions begann 1960 und wurde 1963 abgeschlossen und feierlich eröffnet. Die Sportstätte befand sich in der Stadt Târgu Jiu, mit heutzutage ungefähr 83.000 Einwohnern in der historischen Region Kleine Walachei im Südwesten Rumäniens gelegen. Benannt ist das Stadion nach Tudor Vladimirescu (1780–1821), einem rumänischen Revolutionär und Anführer des walachischen Aufstandes gegen die türkische Herrschaft in Rumänien von 1821, in dessen Verlauf er mit seinen Truppen Bukarest besetzte. Nachdem anschließend Verhandlungen mit dem Osmanischen Reich zur Verhinderung eines Einmarsches in Bukarest aufgenommen wurden, wurde Tudor Vladimirescu nach ihm vorgeworfenen Verrat hingerichtet.
In seiner Geschichte wurde die Anlage mehrfach renoviert. So fanden 2005, 2011 sowie 2013 Modernisierungsarbeiten an der Sportstätte statt, die weitestgehend auf die vermehrte Erstligapräsenz von Pandurii Târgu Jiu zurückzuführen waren. Pandurii Târgu Jiu gelang zur Saison 2005/06 erstmals die Qualifikation für die höchste rumänische Fußballliga, die Liga 1. In diesem Zusammenhang sind die ersten Bauarbeiten am Tudor-Vladimirescu-Stadion zu sehen. In der Folge etablierte sich Pandurii Târgu Jiu in der höchsten rumänischen Fußballliga und spielt seither ununterbrochen dort. In der Saison 2012/13 erreichte der Verein sogar die rumänische Vizemeisterschaft hinter Steaua Bukarest.
2009 wurde das Endspiel um die Cupa României, den rumänischen Fußballpokal, im Tudor-Vladimirescu-Stadion von Târgu Jiu ausgetragen. Im ausverkauften Stadion besiegte CFR Cluj den FC Timișoara mit 3:0.
2015 wurde das alte Stadion abgerissen, um für einen Neubau mit demselben Namen Platz zu machen. Am 25. Oktober 2019 wurde das Stadionul Municipal Constantina Diță mit der Partie Pandurii Târgu Jiu gegen Universitatea Cluj (0:1) eingeweiht.